# Sergi Darder
Sergi Darder Moll (Artà, 22 dicembre 1993) è un calciatore spagnolo, centrocampista del Maiorca.

## Caratteristiche tecniche
Centrocampista completo, possiede un'ottima tecnica di base che gli consente di giocare sia come regista davanti alla difesa che come trequartista. Dotato di un tiro potente e preciso, è avvezzo anche a mandare in porta i compagni oltre che segnare.

## Carriera

### Club
Cresciuto calcisticamente nelle giovanili dell'Espanyol, passa poi nel luglio 2012 al Malaga, dove milita per un anno con la squadra B della città andalusa. L'esordio con la prima squadra in Primera División, arriva il 17 agosto 2013 nella partita persa per 1-0 in trasferta contro il Valencia. Il 31 marzo 2014 segna la sua prima rete (decisiva) a fini del risultato, nella vittoriosa rimonta in trasferta per 2-1 contro il Betis.
IL 30 agosto 2015 viene acquistato dall'Olympique Lione per 12 milioni, con cui firma un contratto quinquennale. Il 23 ottobre successivo, segna la sua prima rete con la maglia francese, nella vittoria per 3-0 in casa contro il Tolosa.
Il 1º settembre del 2017 fa ritorno dopo cinque anni, all'Espanyol con la formula del prestito con diritto di riscatto. L'8 gennaio 2018 segna in trasferta, la rete decisiva contro il Malaga, sua ex squadra. Nel marzo dello stesso anno, viene riscattato dalla società spagnola per 8 milioni di euro, con cui firma un contratto valido dal 1º luglio successivo, fino al giugno del 2023.

### Nazionale
Ha giocato alcune partite con le varie selezioni giovanili spagnole; Under-17, Under-18 e Under-21.

## Statistiche

### Presenze e reti nei club
Statistiche aggiornate al 9 gennaio 2025.
| Stagione        | Squadra         | Campionato      | Campionato | Campionato | Coppe nazionali | Coppe nazionali | Coppe nazionali | Coppe continentali | Coppe continentali | Coppe continentali | Altre coppe | Altre coppe | Altre coppe | Totale | Totale |
| Stagione        | Squadra         | Comp            | Pres       | Reti       | Comp            | Pres            | Reti            | Comp               | Pres               | Reti               | Comp        | Pres        | Reti        | Pres   | Reti   |
| --------------- | --------------- | --------------- | ---------- | ---------- | --------------- | --------------- | --------------- | ------------------ | ------------------ | ------------------ | ----------- | ----------- | ----------- | ------ | ------ |
| 2013-2014       | Málaga          | PD              | 29         | 2          | CR              | 1               | 0               | -                  | -                  | -                  | -           | -           | -           | 30     | 2      |
| 2014-2015       | Málaga          | PD              | 35         | 4          | CR              | 2               | 0               | -                  | -                  | -                  | -           | -           | -           | 36     | 4      |
| Totale Màlaga   | Totale Màlaga   | Totale Màlaga   | 64         | 6          |                 | 3               | 0               |                    | -                  | -                  |             | -           | -           | 67     | 6      |
| 2015-2016       | O. Lione        | L1              | 26         | 2          | CF+CdL          | 3+2             | 1+0             | UCL                | 4                  | 0                  | -           | -           | -           | 35     | 3      |
| 2016-2017       | O. Lione        | L1              | 26         | 1          | CF+CdL          | 2+1             | 0               | UCL+UEL            | 6+2                | 0+1                | SF          | 1           | 0           | 38     | 2      |
| Totale O. Lione | Totale O. Lione | Totale O. Lione | 52         | 3          |                 | 8               | 1               |                    | 12                 | 1                  |             | 1           | 0           | 73     | 5      |
| 2017-2018       | Espanyol        | PD              | 35         | 1          | CR              | 5               | 0               | -                  | -                  | -                  | -           | -           | -           | 40     | 1      |
| 2018-2019       | Espanyol        | PD              | 34         | 4          | CR              | 6               | 1               | -                  | -                  | -                  | -           | -           | -           | 40     | 5      |
| 2019-2020       | Espanyol        | PD              | 36         | 2          | CR              | 0               | 0               | UEL                | 8                  | 1                  | -           | -           | -           | 44     | 3      |
| 2020-2021       | Espanyol        | SD              | 40         | 6          | CR              | 1               | 0               | -                  | -                  | -                  | -           | -           | -           | 41     | 6      |
| 2021-2022       | Espanyol        | PD              | 36         | 3          | CR              | 3               | 0               | -                  | -                  | -                  | -           | -           | -           | 39     | 3      |
| 2022-2023       | Espanyol        | PD              | 38         | 6          | CR              | 3               | 1               | -                  | -                  | -                  | -           | -           | -           | 41     | 7      |
| Totale Espanyol | Totale Espanyol | Totale Espanyol | 219        | 22         |                 | 18              | 2               |                    | 8                  | 1                  |             | -           | -           | 245    | 25     |
| 2023-2024       | Maiorca         | PD              | 36         | 2          | CR              | 5               | 0               | -                  | -                  | -                  | -           | -           | -           | 41     | 2      |
| 2024-2025       | Maiorca         | PD              | 19         | 0          | CR              | 1               | 0               | -                  | -                  | -                  | SS          | 1           | 0           | 21     | 0      |
| Totale Maiorca  | Totale Maiorca  | Totale Maiorca  | 55         | 2          |                 | 6               | 0               |                    | -                  | -                  |             | 1           | 0           | 61     | 2      |
| Totale carriera | Totale carriera | Totale carriera | 354        | 31         |                 | 30              | 3               |                    | 20                 | 2                  |             | 2           | 0           | 406    | 36     |

## Palmarès

### Club

#### Competizioni nazionali
- Segunda División: 1

Espanyol: 2020-2021